# Nicolás Ibáñez
Nicolás Alejandro „Nico” Ibáñez (ur. 23 sierpnia 1994 w Venado Tuerto) – argentyński piłkarz z obywatelstwem meksykańskim występujący na pozycji napastnika, od 2023 roku zawodnik meksykańskiego Tigres UANL.
Jego brat Joaquín Ibáñez również jest piłkarzem.